# Čini oboroženih sil
Seznam vojaških činov oboroženih sil vsebuje tudi vojaške čine oboroženih sil propadlih  držav.

## Seznam

### G
- Čini Gorenjske samozaščite

### J
- Čini Vojske Kraljevine Jugoslavije (1918- 1941)
- Čini Jugoslovanske kraljeve vojne mornarice  (1918 - 1945)
- Čini NOV in POJ (1941 - 1945)
- Čini oboroženih sil SFRJ (1945 - 1991)
- Čini oboroženih sil ZRJ (1991 - )
- Čini Vojske Jugoslavije

### R
- Čini Rdeče armade
- Čini oboroženih sil Ruske federacije

### S
- Čini Slovenskega domobranstva
- Čini Slovenskega narodnega varnostnega zbora
- Čini Slovenske vojske
- Čini SS

### W
- Čini Waffen-SS

### Z
- Čini oboroženih sil ZDA
- Čini oboroženih sil Združenega kraljestva